# Isabel Francisca da Áustria
Isabel Francisca Maria de Áustria-Toscana (em alemão:  Elisabeth Franziska Maria von Österreich; em húngaro:  Habsburg–Lotaringiai Erzsébet Franciska Mária) (Buda, 17 de janeiro de 1831 - Viena, 14 de fevereiro de 1903), foi arquiduquesa da Áustria.

## Biografia

### Família
Isabel era a terceira filha do arquiduque José de Áustria-Toscana e de sua terceira esposa, a princesa Maria Doroteia de Württemberg. Seus avós paternos foram Leopoldo II do Sacro Império Romano-Germânico e a infanta Maria Luísa da Espanha; enquanto seus avós maternos foram Luís de Württemberg e Henriqueta de Nassau-Weilburg.

### Casamentos e filhos
Casou-se em primeiras núpcias no Palácio de Schönbrunn, em Viena, em 4 de dezembro de 1846, com o arquiduque Fernando Carlos de Áustria-Este, filho de Francisco IV de Módena e de Maria Beatriz Vitória de Saboia. O Casal teve uma filha:
- Maria Teresa (1849-1919), casada com o rei Luís III da Baviera, com descendência.

Fernando Carlos morreu de tifo aos 22 anos de idade, em 15 de dezembro de 1849. Isabel casou-se em segundas núpcias em Viena, em 18 de abril de 1854, com o arquiduque Carlos Fernando de Áustria-Teschen, filho do arquiduque Carlos de Áustria-Teschen e de Henriqueta de Nassau-Weilburg. O casal teve seis filhos:
- Francisco José (1855);
- Frederico Maria (1856-1936), casado com a princesa Isabel de Croÿ, com descendência;
- Maria Cristina (1858-1929), casada com o rei Afonso XII de Espanha, com descendência;
- Carços Estêvão (1860-1933), casado com a arquiduquesa Maria Teresa da Áustria-Toscana, com descendência;
- Eugênio Fernando (1863-1954), não se casou;
- Maria Eleonora (1864).

### Morte
Isabel morreu em Viena, em 14 de fevereiro de 1903, aos 72 anos de idade. Seu corpo foi sepultado no cemitério Helenen-Friedhof, em Baden.